# Luftstreitkräfte der Nationalen Volksarmee
Die Luftstreitkräfte der Nationalen Volksarmee (LSK), seit Vereinigung der Teilstreitkräfte Luftstreitkräfte und Luftverteidigung unter einem gemeinsamen Kommando offiziell Luftstreitkräfte/Luftverteidigung (LSK/LV) genannt, waren neben den Landstreitkräften (LaSK) und der Volksmarine (VM) eine Teilstreitkraft (TSK) der Nationalen Volksarmee (NVA) der DDR.

## Geschichte

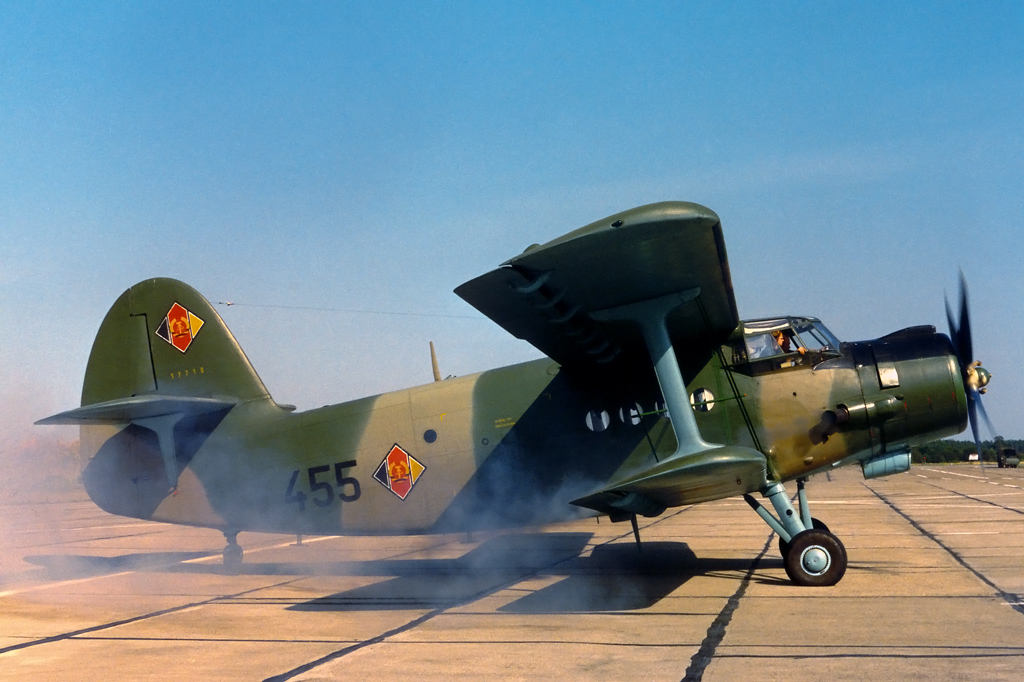
Antonow An-2 der LSK/LV

Die Wurzeln der Luftstreitkräfte der DDR liegen in der Zeit vor der Gründung der Nationalen Volksarmee. Das Ziel war, eine strukturelle Grundlage und eine Basis für den Aufbau der Expertise, die für den Einsatz und den Betrieb von Luftstreitkräften erforderlich ist, zu erhalten. Hierfür wurde 1951 zunächst unter dem Ministerium des Innern/Kasernierte Volkspolizei (MdI/KVP) der Stab der Volkspolizei-Luft (VP-Luft) in Berlin-Johannisthal aufgestellt. Dieser führte die 1. Fliegerdivision mit drei Regimentern. Die Ausbildung erfolgte ab 1953 an Luftfahrzeugen der Typen An-2, MiG-15, La-9, Jak-18 und Jak-11, die durch die Sowjetunion zur Verfügung gestellt wurden, wobei die fünf erhaltenen La-9 nur für die Ausbildung am Boden genutzt wurden. Jedoch bereits ab Anfang 1952 wurde insgeheim mit der Ausbildung des zukünftigen Bodenpersonals und der Piloten im sogenannten Lehrgang X begonnen.
Ende November 1953 erfolgte die Neuaufstellung als Stab der Verwaltung der zunächst Aeroklubs genannten Einheiten in Cottbus und der Wechsel der Unterstellung vom MdI direkt unter den Stellvertreter des Ministers und Chef der Kasernierten Volkspolizei. Die Fliegerregimenter wurden in die Aeroklubs 1 (Cottbus), 2 (Drewitz) und 3 (Bautzen) umstrukturiert, die ihrerseits in zwei Abteilungen untergliedert waren. Ab 1954 standen zusätzliche Flugzeuge Z-126 und M-1D aus tschechoslowakischer Produktion zur Verfügung.
Am 1. März 1956 wurden die Luftstreitkräfte als Bestandteil der Nationalen Volksarmee offiziell gegründet. Zunächst gingen aus der Verwaltung der Aeroklubs nach sowjetischem Muster die Verwaltungen Luftstreitkräfte (LSK) in Cottbus und Luftverteidigung (LV) in Strausberg (Eggersdorf) hervor. Beabsichtigt war die Unterstellung von drei Jagdfliegerdivisionen, einer Schlachtfliegerdivision und einer Flak-Division; aufgestellt wurden letztlich jedoch nur die 1. und 3. Fliegerdivision und die 1. Flak-Division. Am 1. Juni 1957 erfolgte eine Zusammenlegung beider Verwaltungen in Strausberg (Eggersdorf) und die Umbenennung in Kommando Luftstreitkräfte/Luftverteidigung (Kdo. LSK/LV).

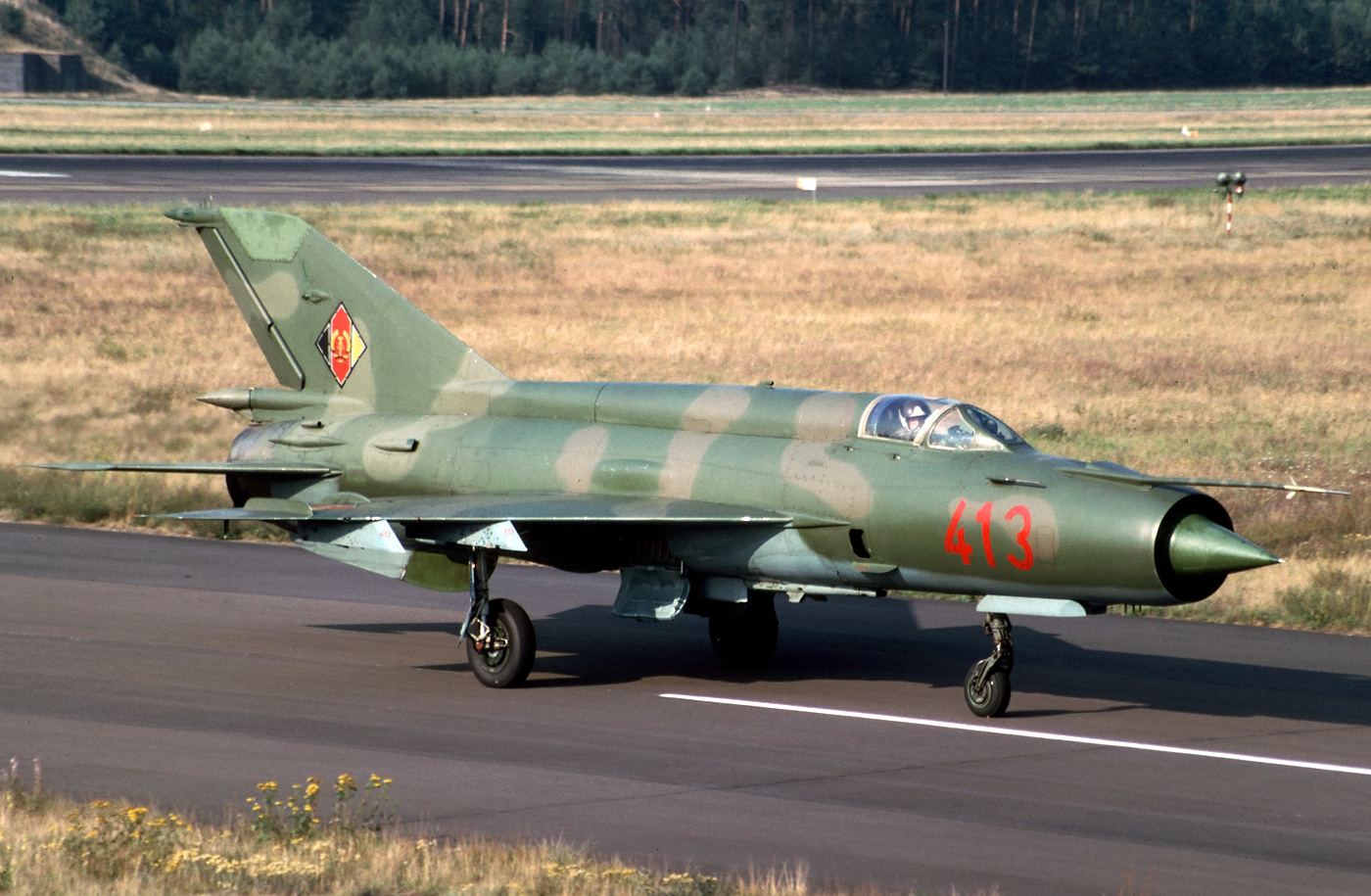
MiG-21M der LSK/LV der NVA

1961 wurden unter diesem Kommando durch Zusammenführung der fliegenden Verbände und der Flugabwehrraketenverbände sowie der Funktechnischen Truppen zwei Luftverteidigungsdivisionen aufgebaut. Im selben Jahr erfolgte die Einbindung erster Verbände in die integrierte Luftverteidigung des Warschauer Paktes, dem Diensthabenden System (DHS). Mit der Einführung der MiG-21 ab 1962 erhielt die NVA ein vielfältig einsetzbares Luftfahrzeug, das bis 1990 zum Einsatz kam.
Ab den 1970er Jahren wurde der gesamte Luftraum der DDR vom Fürstenwalder Bunker Fuchsbau aus überwacht.
Beginnend 1971 baute die NVA mit dem Jagdbombenfliegergeschwader 31 den ersten Verband auf, der im direkten Zusammenwirken mit den Landstreitkräften eingesetzt werden konnte. Aufgrund von Forderungen des Vereinten Kommandos der Bündnisstreitkräfte nach weiteren fliegenden Verbänden zur Unterstützung der Bodentruppen folgte später der Aufbau eines weiteren Jagdbombenfliegergeschwaders und ab 1975 zweier Kampfhubschraubergeschwader. Zu deren Führung – ihre Einsatzgrundsätze unterschieden sich grundlegend von denen der defensiven Luftverteidigung – wurde 1981 am Standort des Kdo LSK/LV das Führungsorgan der Front- und Armeefliegerkräfte (FO FAFK) als Stab einer weiteren Division aufgestellt. Ihm wurden unter anderem auch die Verbindungsflieger- und Lufttransportverbände unterstellt. Nach Ausgliederung der beiden Kampfhubschraubergeschwader 57 und 67 unter das Kommando der Landstreitkräfte wurde das FO FAFK 1984 in das Führungsorgan Front- und Militärtransportfliegerkräfte (FO FMTFK) mit neuem Standort in Strausberg überführt.

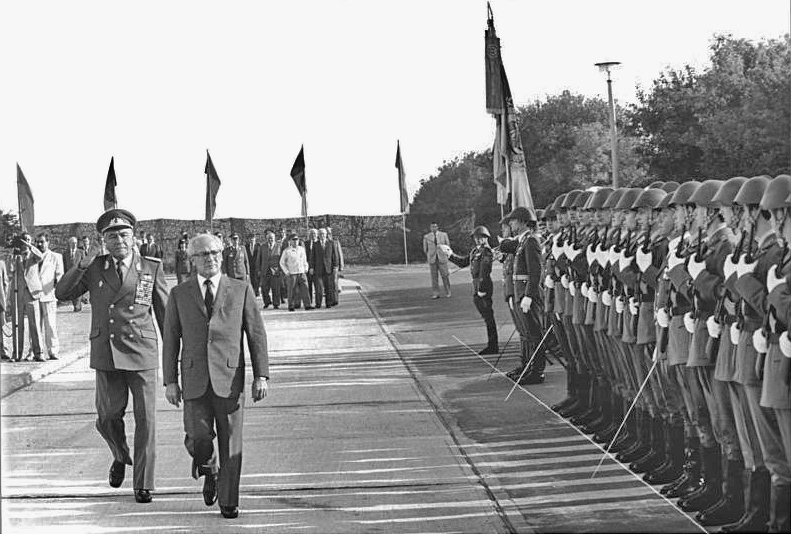
Truppenbesuch von Erich Honecker bei Teilen der LSK/LV 1985

Mitte der 1970er Jahre erweiterte die NVA mit der MiG-23, Anfang der 1980er Jahre mit der Su-22 und zuletzt ab 1988 mit der MiG-29 ihr fliegendes Inventar.
Mit Ablauf des 2. Oktobers 1990 wurden die LSK/LV in die Bundeswehr überführt. Rahmenbedingungen für die Übernahme ihres Personals beziehungsweise die Weiternutzung ihres Materials in der Luftwaffe stellten neben den zu erwartenden Kosten zum einen Vorgaben zum Personalumfang der Luftwaffenstruktur 4, die eine deutliche Reduzierung vorsah, und zum anderen die Obergrenzen an Gerät gemäß dem Vertrag über Konventionelle Streitkräfte in Europa dar.
Von den Flugzeugen wurden zunächst alle MiG-29, einige Transportflugzeuge und Teile der Mi-8-Flotte nach der Wiedervereinigung von der Luftwaffe für einige Jahre weiter betrieben.
Zahlreiches Gerät wurde durch die Wehrtechnischen Dienststellen der Bundeswehr und anderen Nationen technischen und taktischen Untersuchungen unterzogen. Großgerät wie Flugabwehrraketensysteme der Landstreitkräfte vom Typ SA-6 oder SA-8 werden noch heute zur Ausbildung oder zur Simulation des Gegners bei Übungen der Luftwaffen der NATO eingesetzt.

## Auftrag
Auftrag der LSK/LV der NVA war, die „Sicherung der Lufthoheit des Landes, die Deckung seiner politisch-administrativen und ökonomischen Zentren und Räume vor Schlägen aus der Luft sowie die Unterstützung der anderen Teilstreitkräfte in Gefechten und Operationen. Ihre Kräfte und Mittel waren in das Diensthabende System der Luftverteidigung der Staaten des Warschauer Verteidigungsbündnisses einbezogen“.

## Waffengattungen, Spezialtruppen und Dienste
Die NVA-Luftstreitkräfte verfügten über folgende Waffengattungen bzw. Truppengattungen:
- Flugabwehrraketentruppen (FRT)
- Fliegerkräfte
- Funktechnische Truppen (FuTT)

Unterstützt wurden diese in ihrer Auftragserfüllung durch Spezialtruppen und Dienste wie beispielsweise:
- die Nachrichten- und Flugsicherungstruppe (NFT), mit Abdeckung aller klassischer Aufgaben im Führungsgrundgebiet 6 und Flugsicherungsaufgaben,
- den Fliegeringenieurdienst (FID), mit Instandsetzung und Instandhaltung aller fliegenden Waffensysteme und
- die Rückwärtigen Dienste (RD), mit Abdeckung aller Aufgaben im Bereich Logistik, Transport, Nachschub und sanitätsdienstlicher Versorgung.

### Flugabwehrraketentruppen

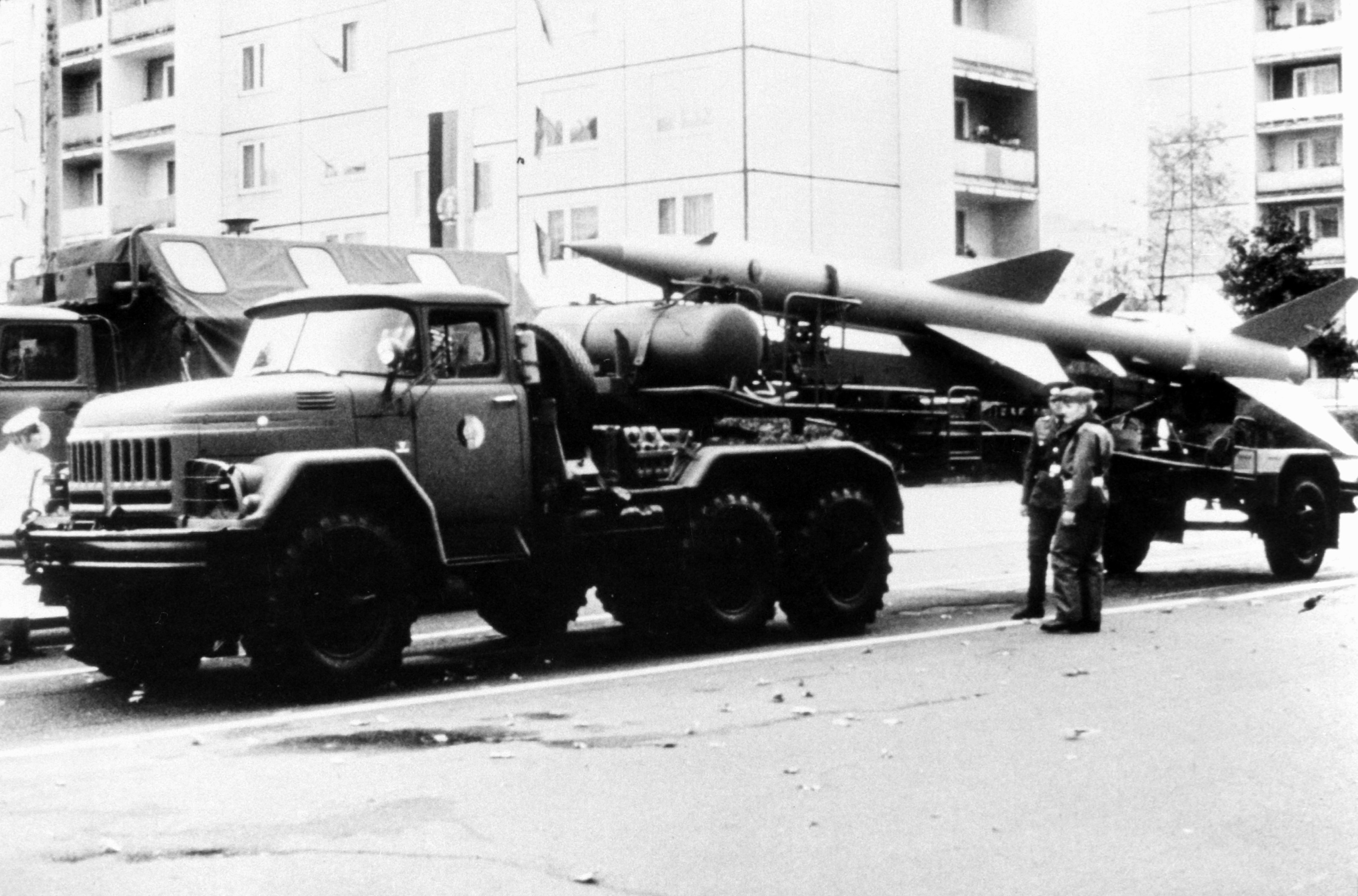
S-75-Flugabwehrrakete (SA-2)

Die Flugabwehrraketentruppen (FRT) waren die bodengebundene Luftverteidigung der NVA-Luftstreitkräfte.
Auftrag
- Aufklärung und Identifizierung von Luftfahrzeugen im Zuständigkeitsbereich der Feuerabteilungen und Verbände der FRT
- Empfang, Darstellung und Bewertung der Luftlagedaten und Informationen
- Erarbeitung der Zieldaten
- Bekämpfung von Flugzielen in allen Höhenbereichen, an den fernen und nahen Grenzen der wahrscheinlichen Vernichtung, im Zusammenwirken mit den anderen Teilstreitkräften und der GSSD, unter allen Lage- und Witterungsbedingungen und zu jeder Zeit 24/7/365

Gliederung
Die FRT waren in Feuerabteilungen, Truppenteile bzw. Brigaden gegliedert. Sie waren truppendienstlich und operationell den beiden Luftverteidigungsdivisionen unterstellt.
Ausrüstung
- Flugabwehrraketenkomplexe geringer Reichweite S-125 (SA-3)
- Flugabwehrraketenkomplexe mittlerer Reichweite S-75 (SA-2)
- Flugabwehrraketenkomplexe großer Reichweite S-200 (SA-5)
- Sensoren zur Erarbeitung eigener Plotdaten oder von Primärinformationen in den Feuerabteilungen

Besonderheit
Die NVA begann kurz vor der Wende mit der Einführung des Flugabwehrraketensystems S-300P (SA-10). Aufgrund strenger Geheimhaltung blieb dies dem Westen bis 1990 verborgen. Die vorhandenen zwölf Startrampen wurden noch vor der Wiedervereinigung an die Sowjetunion zurückgegeben.

### Fliegerkräfte
Die Fliegerkräfte der LSK/LV umfassten hauptsächlich Jagdflieger- und Jagdbombergeschwader, die auch zur Unterstützung der Landstreitkräfte und der Volksmarine eingesetzt werden konnten. Zusätzlich bestand die Fähigkeit zur luftgestützten Aufklärung und zum Lufttransport mit Hubschraubern und Flugzeugen. Der Fliegeringenieurdienst, die Fliegertechnischen Bataillone (FTB) und die Truppen der flugplatztechnischen Sicherstellung waren für die Bereitstellung einsatzklarer Luftfahrzeuge und den Betrieb der Flugplätze verantwortlich. Jedem fliegenden Verband war jeweils ein Nachrichten- und Flugsicherungsbataillon zugeordnet, das für Führungsunterstützung und Flugsicherung zuständig war.

### Funktechnische Truppen
Die Funktechnischen Truppen (FuTT) waren der Radarführungsdienst (auch Einsatzführungsdienst) der NVA-Luftstreitkräfte.
Auftrag
- Aufklärung und Überwachung des Luftraums der DDR
- Identifizierung von Luftfahrzeugen
- Erarbeitung, Bewertung und Darstellung einer einheitlichen ARKONA (FüWES) basierten Luftlage
- Übertragung des Luftlagebildes zu den Gefechtsständen der Truppenteile, der Verbänden, zum Zentralen Gefechtsstand (ZGS) und zur Vereinigten Hauptzentrale (VHZ) der LSK/LV und weiteren Nutzern
- Austausch der Luftlage im Zusammenwirken mit anderen Nutzern

Gliederung
Die FuTT gliederten sich in abgesetzte Funktechnische Posten (FuTP), Funktechnische Kompanien (FuTK) und Funktechnische Bataillone (FuTB). Sie waren den beiden Luftverteidigungsdivisionen truppendienstlich und operationell unterstellt. Der FuTB-Gefechtsstand war dem damaligen NATO CRC vergleichbar.
Besonderheit
Die Luftlagedaten und Informationen waren die Grundlage für den Einsatz der bodengebundenen – und fliegenden Waffensysteme.

## Organisation und Führung

### Kommando LSK/LV
Das Kommando LSK/LV war der Führungsstab und zugleich das Führungskommando der NVA-Luftstreitkräfte. Ihm waren das Führungsorgan der Front- u. Militärtransportfliegerkräfte (FO FMTFK) sowie die 1. und 3. Luftverteidigungsdivision sowie weitere Truppenteile, Einheiten und Einrichtungen direkt unterstellt.

#### 1. Luftverteidigungsdivision (1. LVD)
Die 1. LVD war ein Großverband der Luftstreitkräfte der NVA zum Schutz des südlichen Luftraums der DDR (beginnend nördlich/nordwestlich Berlins) mit Stab- und Kommandositz in Cottbus.

#### 3. Luftverteidigungsdivision (3. LVD)
Die 3. LVD war ein Großverband der Luftstreitkräfte der NVA zum Schutz des nördlichen Luftraums der DDR mit Stab- und Kommandositz in Trollenhagen.

#### Führungsorgan Front- u. Militärtransportfliegerkräfte (FO FMTFK)
Das FO FMTFK war ein Großverband der Luftstreitkräfte der NVA für „Luftnahunterstützung“ der anderen TSK, zur „luftgestützten Aufklärung“ und der Bereitstellung von Lufttransportkapazität in Strausberg (Eggersdorf).

## Verwendete Flugzeuge (Stand 1989)
| Kategorie                | System       | Anzahl          | Weiternutzung durch die Bundeswehr | Bemerkung                                                         |
| ------------------------ | ------------ | --------------- | ---------------------------------- | ----------------------------------------------------------------- |
| Kampf-/Schulflugzeuge    | MiG-21       | 251             |                                    |                                                                   |
| Kampf-/Schulflugzeuge    | MiG-29       | 24              | bis 2004                           | Abgabe an Polen (22 Stück)                                        |
| Kampf-/Schulflugzeuge    | MiG-23       | 47              |                                    |                                                                   |
| Kampf-/Schulflugzeuge    | MiG-23BN     | 18              |                                    |                                                                   |
| Kampf-/Schulflugzeuge    | Su-22        | 54              |                                    |                                                                   |
| Kampf-/Schulflugzeuge    | L-39         | 52              |                                    |                                                                   |
| Transportflugzeuge       | An-2         | 18              |                                    |                                                                   |
| Transportflugzeuge       | An-26        | 12              | bis 1994                           |                                                                   |
| Transportflugzeuge       | Il-62        | 3               | bis 1993                           |                                                                   |
| Transportflugzeuge       | Tu-134       | 3               | bis 1992                           |                                                                   |
| Transportflugzeuge       | Tu-154       | 2               | bis 1997                           |                                                                   |
| Transportflugzeuge       | L-410        | 12              | bis 2000                           |                                                                   |
| Transportflugzeuge       | Z-43         | 12              |                                    |                                                                   |
| Hubschrauber             | Mi-2         | 25              |                                    |                                                                   |
| Hubschrauber             | Mi-8         | 98              | bis 1997                           | Kampf-/Transporthubschrauber; alle TSK                            |
| Hubschrauber             | Mi-24        | 51              | bis 1993                           | LaSK                                                              |
| Hubschrauber             | Mi-14        | 14              |                                    | VM                                                                |
| Flugabwehrraketensysteme | S-75 Dwina   | 48 Startrampen  |                                    | SA-2; 6 Startrampen/System                                        |
| Flugabwehrraketensysteme | S-75 Wolchow | 174 Startrampen |                                    | SA-2                                                              |
| Flugabwehrraketensysteme | S-125 Newa   | 40 Startrampen  |                                    | SA-3; 4 Startrampen/System                                        |
| Flugabwehrraketensysteme | S-200 Wega   | 24 Startrampen  |                                    | SA-5; 6 Startrampen/System                                        |
| Flugabwehrraketensysteme | S-300        | 12 Startrampen  |                                    | SA-10; Rückgabe an die Sowjetunion noch vor der Wiedervereinigung |

## Film und Fernsehen
- Leute mit Flügeln (DDR 1960, Regie: Konrad Wolf), mit Hilmar Thate als Leutnant der Luftstreitkräfte der NVA „Henne“ Bartuschek.
- Anflug Alpha 1 (DDR 1970, Regie: János Veiczi).
- Flieger (TV-DDR 1983, Regie: Fritz Bornemann). Mit Bodo Wolf als Major Klaus Kornhold.